# Tygr – špionáž v džungli
Tygr – špionáž v džungli (Tiger – Spy in the Jungle) je dokumentární cyklus televize BBC. Pomocí kamer a slonů zobrazuje cyklus život rodiny tygrů. Podílí se na něm i světoznámý přírodovědec David Attenborough.